# Crassula bergioides
Crassula bergioides (Harv., 1862) è una pianta succulenta appartenente alla famiglia delle Crassulaceae, endemica della Provincia del Capo Occidentale, in Sudafrica.
L'epiteto specifico bergioides deriva dal latino -oides, "simile a", e bergia, nome che si riferisce all'omonimo genere appartenente alla famiglia Elatinaceae, ad indicare le somiglianze morfologiche tra queste specie.

## Descrizione
C. bergioides è una pianta annuale a portamento erbaceo, costituita da un stelo centrale ancorato al terreno grazie a fini radici fascicolate e fittamente ricoperto da foglie. Questo stelo può raggiungere un'altezza compresa tra 2 e 6 centimetri, è in genere scarsamente ramificato e, laddove presenti, le ramificazioni laterali saranno di dimensioni più contenute.
Le foglie carnose sono sessili e dalla forma da lanceolata a triangolare, lunghe 4-8 millimetri e larghe circa la metà. Hanno delle estremità acute, con una punta rigida ed il margine papilloso, ricoperto da una fine peluria. Inoltre presentano la pagina superiore piatta e quella inferiore convessa, sono (ad esclusione del margine) in massima parte glabre e di un colore da verde, quando sono più giovani, a marrone.
L'infiorescenza a tirso si sviluppa in posizione ascellare tra i mesi di settembre e di ottobre ed è fittamente ramificata in numerose dicasia anche se, in alcuni casi, può degenerare, sviluppando una singola dicasia.
I fiori, pentameri, sono composti da un calice con sepali a forma triangolare, carnosi, lunghi 2–3 mm e con le estremità acute. Presentano della peluria in posizione terminale e sono di colore verde. La corolla, di una forma variabile da tubolare ad a coppa, è composta da 5 petali, brevemente fusi tra loro alla base, di colore bianco e tendenti al marrone. La loro forma è da triangolare a lanceolata, le estremità acute e leggermente ricurve, e sono lunghi circa la metà dei sepali. Gli stami portano delle antere di colore giallo.

## Distribuzione e habitat
C. bergioides è una specie endemica della Provincia del Capo Occidentale e, nello specifico, è diffusa nell'area del bacino del fiume Breede, con la maggiore concentrazione che viene raggiunta tra le città di Worcester e Caledon. Si stima che ne esistano una ventina di popolazioni ripartite su una EOO (Extent Of Occurance) di circa 5000 km² ma, nonostante l'ampia diffusione, viene considerata una specie prossima ad essere minacciata in quanto il suo areale è in continua riduzione a causa dell'espansione dei vigneti presenti nella zona.
È una pianta diffusa soprattutto tra la vegetazione del fynbos sudafricano, prediligendo i dolci pendii ghiaiosi delle alture presenti nell'area.